# Aepylopha thalassia
Aepylopha thalassia là một loài bướm đêm trong họ Geometridae. Chúng là loài duy nhất trong chi đơn loài Aepylopha.